# Francisco Geraldes
Francisco Geraldes (Lisboa, 18 de abril de 1995) es un futbolista portugués que juega de centrocampista en el Athletic Club del Campeonato Brasileño de Serie B.

## Selección nacional
Fue internacional sub-18, sub-20 y sub-21 con la selección de fútbol de Portugal.

## Clubes
| Club                              | País          | Año       |
| --------------------------------- | ------------- | --------- |
| Sporting C. P. "B"                | Portugal      | 2013-2015 |
| Sporting C. P.                    | Portugal      | 2015-2020 |
| Moreirense F. C. (cedido)         | Portugal      | 2016-2017 |
| Rio Ave F. C. (cedido)            | Portugal      | 2017-2018 |
| Eintracht Fráncfort (cedido)      | Alemania      | 2018      |
| AEK Atenas F. C. (cedido)         | Grecia        | 2019-2020 |
| Rio Ave F. C.                     | Portugal      | 2020-2021 |
| G. D. Estoril Praia               | Portugal      | 2021-2023 |
| Baniyas Club                      | EAU           | 2023-2024 |
| Johor Darul Takzim F. C.          | Malasia       | 2024-2025 |
| C. D. Eldense (cedido)            | España        | 2024-2025 |
| Wellington Phoenix F. C. (cedido) | Nueva Zelanda | 2025      |
| Athletic Club                     | Brasil        | 2025-     |